# François-Xavier Roth
François-Xavier Roth (Neuilly-sur-Seine, 6 de noviembre de 1971) es un director de orquesta francés, desde 2015, director musical de la 
Orquesta Gürzenich de Colonia, y de la orquesta Les Siècles. A partir de la temporada 2017-2018, se convirtió en principal director invitado de la Orquesta Sinfónica de Londres.

## Biografía
François-Xavier Roth es hijo de Daniel Roth, organista titular de laIglesia de Saint-Sulpice en París. Es director musical de Les Siècles, orquesta que fundó en 2003. De 2010 a 2016, ha sido el director musical de la SWR Sinfonieorchester Baden-Baden y Friburgo. A partir de 2015 fue nombrado Generalmusikdirektor de la ciudad de Colonia, reuniendo la dirección artística de la Orquesta Gürzenich y de la Ópera de Colonia. A partir de septiembre de 2017, es el principal director Invitado de la Orquesta Sinfónica de Londres. 
François-Xavier Roth ha hecho sus estudios en el Conservatoire national supérieur de musique et de danse de París con Alain Marion y Janos Fürst. En el año 2000, ganó el Primer Premio del Concurso internacional de dirección de orquesta Donatella Flick en Londres , y se convierte, por dos temporadas, en director asistente de laOrquesta Sinfónica de Londres. También ha ayudado a Sir John Eliot Gardiner durante varios años (Los troyanos, Benvenuto Cellini, Falstaff). En 2007 hizo su debut en Norteamérica con laOrquesta Sinfónica de Londres, dirigiendo, entre otras, la Sinfonía n.º 9 de Beethoven en el Festival Internacional de Florida. 
Dirige los ciclos de conciertos de la Orquesta Gürzenich de Colonia, la BBC Symphony Orchestra y la Orquesta Sinfónica de Londres. Por otra parte trabaja regularmente con las mejores orquestas : la Orquesta Filarmónica de Berlín y la Orquesta Estatal de Berlín, la Orquesta Real del Concertgebouw de Ámsterdam, laWiener Symphoniker, la Orquesta de la Bayerische Staatsoper de Múnich, la Orquesta Sinfónica de Bamberg, la Orquesta de la Radio de Holanda, la Orquesta Nacional de la Radio Danesa, Orquesta de la NHK de Tokio, la Sinfónica de Gotemburgo, la Sinfónica de Boston y la Tonhalle de Zúrich.

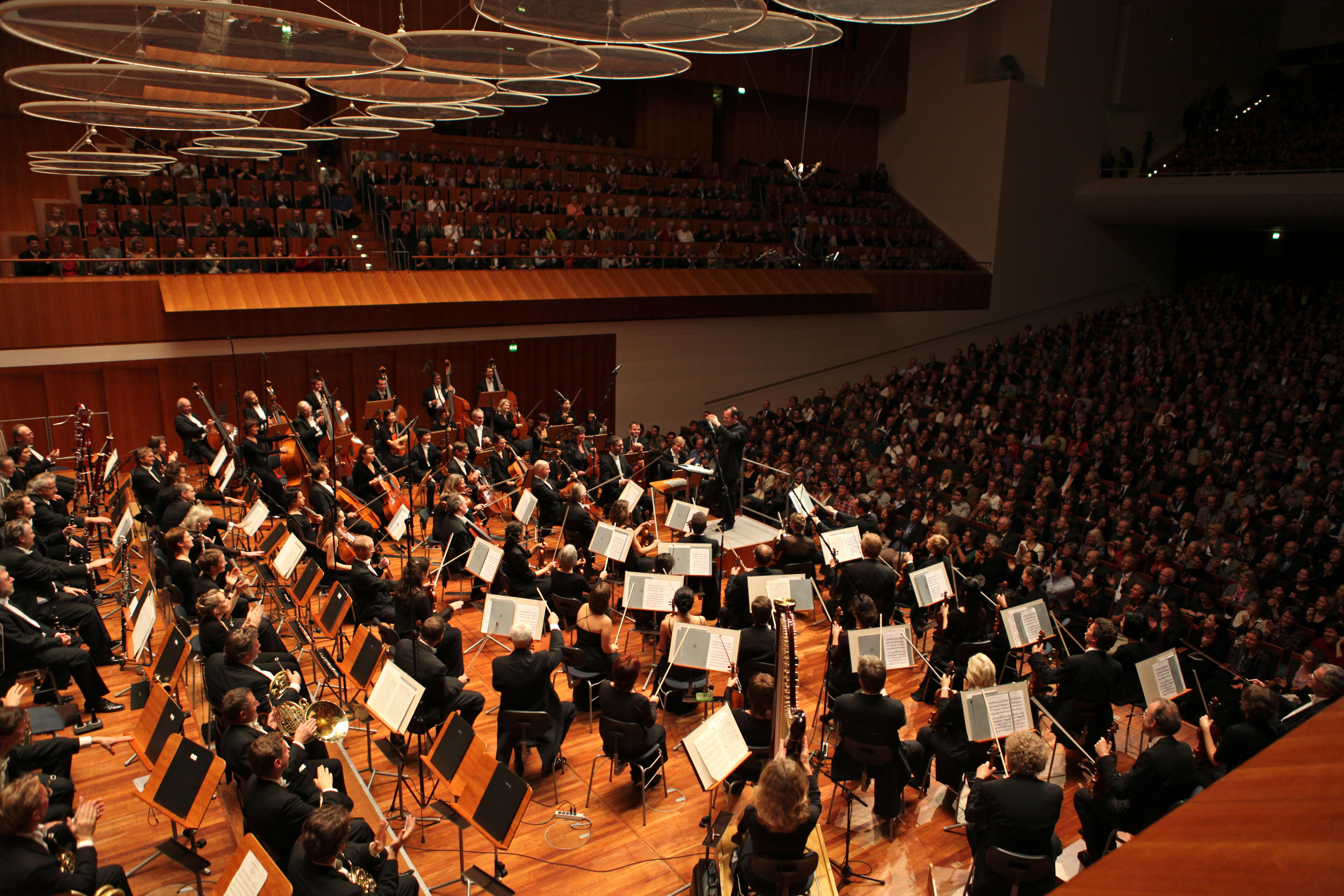
SWR Sinfonieorchester Baden-Baden und Freiburg, Chefdirigent François-Xavier Roth

El repertorio de François-Xavier Roth se extiende desde la música del siglo XVII a las creaciones contemporáneas del repertorio sinfónico o de la música operística. Según este enfoque, en el año 2003, creó Los Siglos, una orquesta de un nuevo género, que interpreta cada repertorio histórico con los instrumentos apropiados.
Su disco del Pájaro de fuego de Stravinsky fue elegido como Disco del Año en el Times, la elección del editor del BBC music Magazine & Gramophone, y ganó el premio Edison Klassiek de 2012 en los Países Bajos.
En 2013 celebró el centenario de La consagración de la primavera de Stravinski con la orquesta Les Siècles. La editorial Boosey & Hawkes les concedió el derecho exclusivo a reproducir la versión del estreno de la obra en los instrumentos de la época. Interpretaron esta versión en los Proms y en la Alte Oper de Frankfurt. En 2015, la orquesta Les Siècles recibió el Jahrespreis der Deutschen Schallplattenkritik por su grabación de La consagración de la primavera. También obtuvo un Diapasón Descubrimiento para el CD Bizet/Chabrier, así como las 5 estrellas en la revista alemana FonoForum.
Con la Gürzenich Orchester, continuó con el proyecto con el compositor Philippe Manoury, por el que la orquesta ha encargado tres obras. También estuvo de gira con la orquesta por Asia en febrero de 2017.
François-Xavier Roth también pasa gran parte de su actividad dedicado a la pedagogía. Dirige el Panufnik Composers Scheme cada año en Londres. Con Les Siecles y el Festival Berlioz creó, en 2009, la Joven Orquesta Europea Hector Berlioz, dedicada a la interpretación de la música de Berlioz con instrumentos de la época.
François-Xavier Roth también participa en numerosos proyectos multimedia educativos, en particular con France Télévisions y la emisión Presto.
En mayo de 2024, la revista francesa Le Canard enchaîné y la alemana en línea VAN hicieron públicas las acusaciones de distintos músicos (hombres y mujeres) contra Roth por acoso sexual.

## Discografía
- Jean-Louis Agobet, director François-Xavier Roth la Orquesta Filarmónica de Estrasburgo, Timpani (2005)
- Presto, director François-Xavier Roth, Los Siglos, Mirare (2007)
- Bizet - Chabrier, François-Xavier Roth, Los Siglos, Mirare (2007) - Diapasón Descubrimiento
- Saint-Saens - Chausson - Ysaÿe, director François-Xavier Roth, violín: Tedi Papavrami, Orquesta Filarmónica de Lieja, Aeon (2009)
- Thierry Pécou - la Sinfonía del Jaguar, director François-Xavier Roth Orchestre philharmonique de Radio France, Harmonia Mundi (2009)
- Berlioz - Sinfonía Fantástica, director François-Xavier Roth, Los Siglos, " Los Siglos en Vivo ", Ed. Actes Sud Musicales, dist. Harmonia Mundi (2010)
- Saint-Saëns - Piano Concerto no. 3, y la Sinfonía n°3 de órgano, director François-Xavier Roth - Jean-François Heisser, piano - Daniel Roth, órgano, Los Siglos, " Los Siglos en Vivo ", Ed. Actes Sud Musicales, dist. Harmonia Mundi (2010)
- Matalon[8] - Trames 2, 4 y 8, director François-Xavier Roth, Los Siglos, " Los Siglos en Vivo ", Ed. Actes Sud Musicales, dist. Harmonia Mundi (2011)
- Stravinsky - "El pájaro de fuego (ballet completo de 1910)," la Primera grabación con instrumentos de la época - Los Siglos, " Los Siglos en Vivo ", Ed. Actes Sud Musicales, dist.  Harmonia Mundi (2011) - Preis der deutschen Schallplatten kritik, Edison Klassiek Prize de 2012, y Gramófono Elección
- Mahler / Webern - Symphony no. 1 "Titán", Im Sommerwind - SWR Sinfonie Orchester de Baden-Baden y Friburgo, Ed; Haenssler Clásico, 2012
- Dubois - "Concierto para piano y orquesta" y "Obertura de Frithiof" -  Los Siglos " Los Siglos en Vivo ", Ed. Actes Sud Musicales, dist. Harmonia Mundi (2012)
- Liszt - Sinfonía Dante & Orfeo - Los Siglos, " Los Siglos en Vivo ", Ed. Actes Sud Musicales, dist.. Harmonia Mundi (2012)
- Richard Strauss - Ein Heldenleben / Tod und Verklärung, Ed; Haenssler Clásico, 2013
- Debussy La Mer y el Estreno de la Suite para Orquesta (estreno mundial) Los Siglos, " Los Siglos en Vivo ", Ed. Actes Sud Musicales, dist. Harmonia Mundi (2013)
- Dukas - El Aprendiz de Brujo / Cantata Velleda / Polyeucte,", Ed. Actes Sud Musicales, dist. Harmonia Mundi (2013)
- Stravinsky - la consagración de La primavera (re-creación de la versión realizada el 29 de mayo de 1913) / Petrouchka (versión de 1911), Ed. Actes Sud Musicales, dist. Harmonia Mundi (2014). Preis der Deutschen Schallplattenkritik - Jahrespreis 2015 Archivado el 7 de julio de 2016 en Wayback Machine.[6]
- Francia - España (Chabrier, España / Massenet, Le Cid - ballet / Ravel, Alborada del Gracioso / Debussy, Iberia), Los Siglos " Los Siglos en Vivo ", Ed. Actes Sud Musicales, dist. Harmonia Mundi (2015)
- Ligeti (Ligeti Kammerkonzert), Los Siglos - Ed. Actes Sud Musicales, dist. Harmonia Mundi (2016)
- Maurice Ravel - Dafnis y Cloe, Los Siglos, ballet completo, sello Harmonia Mundi (2017)